# Karpatorusinska
Karpatorutenska (русин; kallat łemkowski, "lemkiska", i Polen) är ett östslaviskt språk som talas av rusiner i Karpaterna (i Slovakien, södra Polen och västra Ukraina), i motsats till den rusinska som talas främst i Vojvodina i norra Serbien. Antalet talare är osäkert; åtminstone finns det i Slovakien omkring 14 000 som kallar sig rusiner. Det finns tre varianter av karpatorusinskt skriftspråk; den viktigaste, som används i Slovakien, använder en form av det kyrilliska alfabetet.